# Micro-région de Sárvár
La micro-région de Sárvár (en hongrois : sárvári kistérség) est une micro-région statistique hongroise rassemblant plusieurs localités autour de Sárvár.